# Lycée Heinrich-Heine
 (avril 2010).
Si vous disposez d'ouvrages ou d'articles de référence ou si vous connaissez des sites web de qualité traitant du thème abordé ici, merci de compléter l'article en donnant les références utiles à sa vérifiabilité et en les liant à la section « Notes et références ».
Le lycée Heinrich-Heine (en allemand : Heinrich-Heine-Gymnasium) est un lycée public de la commune de Kaiserslautern accueillant 840 élèves.

## Anciens élèves célèbres
- Steffen Fetzner, joueur de tennis de table
- Daniel Halfar, footballeur
- Kai Hundertmarck,  coureur cycliste et triathlète
- Patrik Kühnen, joueur de tennis
- Axel Roos, footballeur
- Guido Schänzler (Badminton)
- Fabian Schönheim, footballeur
- Stefan Steinweg, coureur cycliste
- Matthias Krieger (Judo)
- Natalia Kubin (Judo)
- Jasmin Külbs (Judo)
- Miriam Welte, coureur cycliste
- Philip Hindes, coureur cycliste
- Kevin Trapp, footballeur
- Wojtek Czyz (Leichtathletik)
- Silke Meier, joueur de tennis de table